# Śmierć i dziewczyna (film)
Śmierć i dziewczyna (ang. Death and the Maiden) – film psychologiczny z 1994 roku w reżyserii Romana Polańskiego, zrealizowany w koprodukcji francusko-brytyjsko-amerykańskiej na podstawie sztuki Ariela Dorfmana pod tym samym tytułem.

## Fabuła
Paulina Escobar jest żoną prominentnego prawnika w niezidentyfikowanym kraju Ameryki Południowej. Pewnego dnia mąż przyjeżdża do domu z sąsiadem. W kobiecie odżywają koszmary sprzed lat, ponieważ w sąsiedzie, doktorze Miranda, rozpoznaje ona mężczyznę, który przed laty gwałcił ją i torturował w okresie faszystowskiego reżimu. Paulina bierze odwet na swym domniemanym kacie. Ogłuszonego i związanego sadza na krześle w pokoju dziennym, organizując fikcyjny proces, którego uczestnikiem ma być zdezorientowany sytuacją mąż bohaterki. Cała akcja sztuki-filmu rozgrywa się w jednym pomieszczeniu.

## Obsada
- Sigourney Weaver – Paulina Escobar
- Ben Kingsley – Roberto Miranda
- Stuart Wilson – Gerardo Escobar
- Krystia Mova – żona Mirandy
- Jonathan Vega – syn Mirandy
- Rodolphe Vega – syn Mirandy

## Odbiór
Caryn James w recenzji dla „The New York Timesa” chwaliła pracę kamery, która „zamienia pełną dobrych intencji, ale pretensjonalną sztukę Ariela Dorfmana o prawach człowieka we wstrząsające doświadczenie”. Roger Ebert doceniał przesłanie płynące z filmu Polańskiego: „jak musimy karać zło? Jeśli człowiek zabija, to czy musi zostać zabity? Dla mnie najbardziej przekonującym argumentem przeciwko karze śmierci nie jest to, że społeczeństwo nie powinno wykonywać egzekucji, ale to, że społeczeństwo nie powinno robić z nikogo kata”.
Jonathan Rosenbaum z „Chicago Readera” zachowywał sceptycyzm wobec filmu Polańskiego, uznając go jako dzieło „mniej osobiste” aniżeli Nóż w wodzie, Matnia oraz Gorzkie gody tego samego reżysera. Hal Hinson z „The Washington Post” zarzucił filmowi Polańskiego pretensjonalność oraz osłabienie przesłania sztuki Dorfmana: „W gruncie rzeczy sztuka jest meczem zapaśniczym przerywanym co jakiś czas debatą moralną – lub odwrotnie”. Hinson krytykował również grę aktorską Weaver: „Podstawowa siła osobowości Weaver tutaj nie działa. Nie działa też jej szczególny styl wyrażania wściekłości i smutku”. Noel Murray a A.V. Club pisał, że choć „sztuka Dorfmana wydaje się idealną bazą wypadową dla mrożącego krew w żyłach studium Polańskiego nad tym, jak męczeństwo przeradza się w fanatyzm”, scenariusz psuje przesada w grze Weaver i ciężkie dialogi.